# منى ليزا
منى ليزا (بالإنجليزية: Mona Lisa)‏ هي مغنية مؤلفة وملحنة ومغنية أمريكية، ولدت في 20 نوفمبر 1979 في يونكيرس في الولايات المتحدة.

## وصلات خارجية
- منى ليزا على موقع ميوزك برينز (الإنجليزية)
- منى ليزا على موقع ديسكوغز (الإنجليزية)
- منى ليزا على موقع ديسكوغز (الإنجليزية)